# Tour Büchel
La tour Büchel est située à Saint-Vith dans la province de Liège en Belgique.
Cette tour est le seul vestige médiéval qui a subsisté après les bombardements allemand mené lors de la bataille des Ardennes de 1944.

## Historique
La tour Büchel est le dernier vestige de l'ancienne muraille de la ville qui comprenait sept tours. La fortification a été commandée en 1350 par Jan von Valkenburg, seigneur de Valkenburg et Monschau-Bütgenbach au temps où le territoire était encore indépendant.
En 1689, la tour et l'enceinte de la place forte devait être détruite sur ordre du roi français Louis XIV alors en guerre contre les Pays Bas et le Saint Empire mais l'ordre ne fut pas exécuté.
Pendant noël 1944, la ville fut totalement rasée par des bombardiers alliés, mais la tour a résisté devenant un des symboles de la ville.
La tour a été restaurée en 1961 et 2003.